# Биззель, Уилсон
Уилсон Шэннон Биззель (англ. Wilson Shannon Bissell; 31 декабря 1847, Ром, Нью-Йорк — 6 ноября 1903 или 6 октября 1903, Буффало, Нью-Йорк) — американский политик-демократ, 36-й Генеральный почтмейстер США.

## Биография
В 1869 году окончил Йельский университет, где был членом Черепа и кости. В 1871 году был принят в коллегию адвокатов и вскоре начал работу в муниципалитете Буффало, где также работал и Гровер Кливленд. Они стали близкими друзьями и вместе в 1873 году основали контору «Басс, Кливленд и Биззель».
В 1882 году Гровер Кливленд был избран губернатором Нью-Йорка, и Биззелю пришлось поменять структуру работы. Также он был известен в Буффало как самый лучший адвокат по экономическим делам.
В 1888 году вступил в демократическую партию. Тогда же вошёл в Коллегию выборщиков штата Нью-Йорк. 5 марта 1893 года был назначен Генеральным почтмейстером США. 3 апреля 1895 вышел в отставку.
После ухода с должности продолжил адвокатскую практику. Был делегатом на Национальной демократической конвенции 1896 года.